# Tom Cooper
Tom Cooper, né le 9 avril 1905 à Fenton (Angleterre), mort le 25 juin 1940 à Aldeburgh (Angleterre), était un footballeur anglais, qui jouait au poste d'arrière à Derby County et en équipe d'Angleterre.
Cooper n'a marqué aucun but lors de ses quinze sélections avec l'équipe d'Angleterre entre 1927 et 1934.

## Biographie
Cooper s'engage dans les forces armées pendant la Seconde Guerre mondiale, rejoignant la Royal Military Police. En juin 1940, Cooper circule à moto lorsqu'il entre en collision avec un bus à impériale et meurt dans l'accident. Une enquête a eu lieu sur sa mort qui a pour conséquence de rendre obligatoire le port d'un casque de protection à toutes les estafettes à moto.

## Palmarès

### En équipe nationale
- 15 sélections et 0 but avec l'équipe d'Angleterre en 1927 et 1934.